# The Open Championship 2008
Het 137ste Britse Open golftoernooi werd van 17 tot 20 juli gehouden op de Royal Birkdale Golf Club nabij Liverpool. Het prestigieuze toernooi, een van de vier Majors, werd volledig gedomineerd door het weer: regen op de eerste dag en veel wind, rond windkracht 6 gedurende het hele toernooi. Hierdoor lag de cut na twee dagen op +9, wat niet wegnam dat een groot aantal bekende namen het weekend niet haalde, terwijl spelers als Colin Montgomerie en Ernie Els al kansloos waren voor een goede uitslag. 
Na drie dagen stond oudgediende Greg Norman, winnaar in 1986 en 1993 en sinds kort getrouwd met tenniskampioene Chris Evert, verrassend twee slagen voor op KJ Choi (gedeeld 8ste in 2007), gevolgd door onder anderen de winnaar van 2007 Pádraig Harrington, Ian Poulter, Jim Furyk en de eerste amateur, de jonge Engelsman Chris Wood. Een score van +10 zei echter nog niets over winnen of verliezen. Ernie Els vocht zich bijvoorbeeld terug tot een gedeelde zevende plaats op +12, samen met Paul Casey. Na de eerste negen holes had Chris Wood een goede kans de eerste amateurwinnaar te worden sinds 1930, omdat eerst Choi, daarna Norman en vervolgens Harrington slagen lieten liggen. De back-nine werd een complete roller-coaster. Ian Poulter maakte een indrukwekkende opmars en speelde zich naast Norman en Harrington op de gedeeld eerste plaats, maar moest zich daarna gewonnen geven, terwijl ook Greg Norman enkele malen de fairway miste en vervolgens met slechte shots naar de green zijn kansen verspeelde. Harrington liet zich daarentegen van zijn beste kant zien met -4 in de laatste 6 holes. Vooral zijn tweede slag op de par-5 17de getuigde van zijn kwaliteiten; met een eagle verzekerde hij zich van een voorsprong van vier slagen, die hij niet meer weggaf.

## Uitslag
De par van de baan was 70.
| rang | golfer             | 1  | 2  | 3  | 4  | totaal | par |
| ---- | ------------------ | -- | -- | -- | -- | ------ | --- |
| 1    | Pádraig Harrington | 74 | 68 | 72 | 69 | 283    | +3  |
| 2    | Ian Poulter        | 72 | 75 | 71 | 69 | 287    | +7  |
| 3    | Henrik Stenson     | 76 | 72 | 70 | 71 | 289    | +9  |
| 3    | Greg Norman        | 70 | 70 | 72 | 77 | 289    | +9  |
| 5    | Jim Furyk          | 71 | 71 | 77 | 71 | 290    | +10 |
| 5    | Chris Wood (Am)    | 75 | 70 | 73 | 72 | 290    | +10 |
| 7    | David Howell       | 76 | 71 | 78 | 67 | 292    | +12 |
| 7    | Robert Karlsson    | 75 | 73 | 75 | 69 | 292    | +12 |
| 7    | Ernie Els          | 80 | 69 | 74 | 69 | 292    | +12 |
| 7    | Paul Casey         | 78 | 71 | 73 | 70 | 292    | +12 |